# Sycewice
Sycewice (deutsch Zitzewitz) ist ein  Dorf in der polnischen Woiwodschaft Pommern und gehört zur Stadt-und-Land-Gemeinde Kobylnica (Kublitz) im Kreis Słupsk (Stolper Kreis). Es war der Stammsitz der Familie Zitzewitz.

## Geographische Lage
Das Dorf liegt in Hinterpommern, etwa zwölf Kilometer südwestlich von Stolp.
Nachbargemeinden sind: Pałówko (Neu Paalow) im Nordwesten, Gać (Gatz) im Norden, Redęcin (Reddentin) und Zębowo (Symbow) im Osten, Runowo Sławieńskie (Klein Runow) im Süden sowie Noskowo (Notzkow) im Südwesten.

## Geschichte

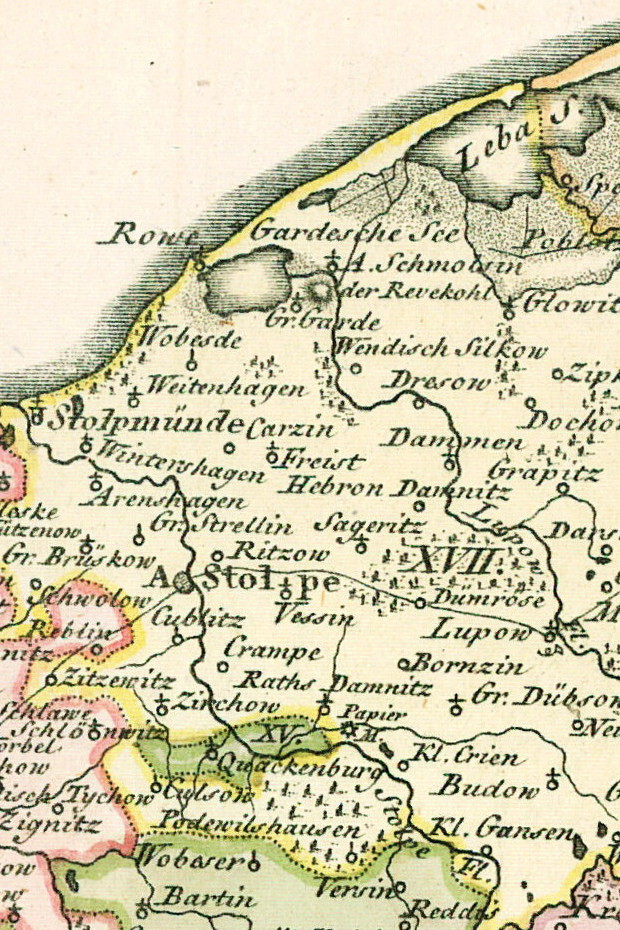
Zitzewitz südwestlich der Stadt Stolp (früher Stolpe geschrieben) und westlich des Flusses Stolpe, der in die Ostsee mündet, auf einer Landkarte von 1794.

Ältere Ortsnamen sind Citzewitze (1357), Siczouicze (1374), Setzeuicze (1399) und Zitzeuitz (1485); seit 1568 war die Ortsbezeichnung Zitzewitz in Gebrauch.
Der historischen Dorfform nach ist die Ortschaft ein Gassendorf. Eine Burgwallanlage des früher so genannten Schlossberges südwestlich des Dorfes stammt aus frühgeschichtlicher Zeit. Zitzewitz war alter Lehnsbesitz der Familie Zitzewitz. Peter von Zitzewitz war 1410 bei seinem Tode Besitzer von Zitzewitz und Kussow. Im Jahre 1523 wird Peter Zitzeuitze tho Zeitzeuitze genannt. Der 1585 geborene Georg von Zitzewitz wurde der Begründer des zweiten Zitzewitz-Zezenower Familienzweiges. Nach seinem Tod wurde Zitzewitz in die Güter A und B aufgeteilt, blieb aber bis 1945 im Besitz der Familie Zitzewitz.
1782 gab es hier:  zwei Vorwerke, neun Bauern (darunter der Schmied und der Gastwirt), ein Schulhaus und drei Kossäten bei insgesamt 25 Haushaltungen. Besitzer des Gutsdorfs war um diese Zeit Jakob Ernst von Zitzewitz.
Eine prominente Persönlichkeit aus der Familie war Wilhelm von Zitzewitz (1838–1925), der 1909 die Grafenwürde erhielt. Seit 1862 bewirtschaftete er Zitzewitz und zog nach dem Tode seines Vaters 1864 zu seiner Mutter nach Zezenow. Er hat den Besitz der Familie erheblich vergrößert, erwarb u. a. Gatz und Nitzlin. Nach seinem Tode gingen Zitzewitz, Gatz und Nitzlin auf seinen Sohn Heinrich von Zitzewitz über, der im Dorf ein Schloss erbaute und einen Park anlegte. 
Am 1. April 1927 hatte das Gut Zitzewitz eine Flächengröße von 909 Hektar, und am 16. Juni 1925 hatte der Gutsbezirk 389 Einwohner. Am 30. September 1928 wurde der Gutsbezirk Zitzewitz in die Landgemeinde Zitzewitz eingegliedert.
Im Jahr 1925 standen in der Gemeinde Zitzewitz 60 Wohngebäude. Die Gemeindefläche betrug 1212 Hektar.
Im Jahre 1938 war das Gut 934 Hektar groß und galt als fachmännisch gut geleitetes Unternehmen. Seit dem Tode von Heinrich von Zitzewitz 1937 hatte dessen Sohn Wilhelm Zitzewitz und Gatz übernommen. Im Zweiten Weltkrieg kehrte er als Major nach Zitzewitz zurück. Außer dem Gut gab es in der Gemeinde noch 30 landwirtschaftliche Betriebe. Etwa die Hälfte der Bewohner von Zitzewitz – 1939 waren hier 515 registriert – gehörte zu den nördlich der Reichsstraße 2 gelegenen bäuerlichen Besitzungen.
Die Gemeinde Zitzewitz war vor 1945 in sieben Ortsteile untergliedert:
1. Bahnhof Zitzewitz
2. Fichtkaten
3. Molkerei Zitzewitz  (seit 1908)
4. Mühle
5. Sophienkaten
6. Vorwerk Grenzhof
7. Zitzewitz

Hauptwohnort war Zitzewitz. 
Um 1935 hatte Zitzewitz unter anderem einen Gasthof, eine Niederlassung der Spar- und Darlehnskasse, einen Gemischtwarenladen, eine Molkerei, eine Mühle, eine Schmiede und im Gutsbezirk eine Spiritusbrennerei.
Bis 1945 gehörte die Gemeinde Zitzewitz zum Landkreis Stolp im Regierungsbezirk Köslin der preußischen Provinz Pommern des Deutschen Reichs; sie war dem Amtsbezirk Gatz (Gać) zugeordnet.
Gegen Ende des Zweiten Weltkriegs wurde das Dorf am 7. März 1945 vor der herannahenden Roten Armee geräumt; einige Bewohner flüchteten nach Peest. Nach der Besetzung des Dorfs richteten sowjetische  Soldaten Massaker an. Bürgermeister Wilhelm Witt mit seiner Familie – vier Erwachsene und vier Kinder, alle in einer Reihe – wurde aufgehängt. Andere wurden erschossen. Graf Wilhelm von Zitzewitz hatte als letzter das Gut verlassen und sich in Zezenow  mit seiner Familie wiedergetroffen. Am 19. März 1945 wurde er von den Russen verschleppt, nach Stolp gebracht und von dort ins Lubjanka-Gefängnis in Moskau. Seither ist er vermisst.
Nach Einstellung der Kampfhandlungen wurde Zitzewitz seitens der Sowjetunion zusammen mit ganz Hinterpommern der  Volksrepublik Polen zur Verwaltung überlassen. Zitzewitz wurde unter der polonisierten Ortsbezeichnung ‚Sycewice‘ verwaltet.
Die Molkerei wurde abgerissen und das Schloss stark beschädigt. Die Dorfbewohner wurden von der polnischen Administration in der Folgezeit größtenteils über die Oder nach Westen vertrieben. Für Kinder deutscher Familien aus Zitzewitz und Umgebung, die nicht vertrieben worden waren, gab es  nach 1952 wieder Unterricht in deutscher Sprache. 
Später wurden in der BRD 329 und in der DDR 94 aus Zitzewitz vertriebene Dorfbewohner ermittelt.
Das Dorf gehört heute zur Gmina Kobylnica im Powiat Słupski der Woiwodschaft Pommern (bis 1998 Woiwodschaft Stolp). Im Jahr 2006  lebten hier 1089 Einwohner.

### Demographie
| Jahr | Einwohner | Anmerkungen |
| ---- | --------- | --- |
| 1782 | –         | adliger Wohnsitz, mit zwei Vorwerken, neun Bauernstellen, einem Schulhaus, drei Kossäten und 25 Feuerstellen (Haushaltungen) |
| 1818 | 205       | Dorf und Holzkaten, adlige Besitzung                                                                                         |
| 1852 | 356       | Dorf |
| 1864 | 356       | am 3. Dezember, im Gemeindebezirk und Gutsbezirk zusammen                                                                    |
| 1867 | 421       | am 3. Dezember, davon 174 im Gemeindebezirk und 247 im Gutsbezirk                                                            |
| 1871 | 398       | am 1. Dezember, davon 196 im Gemeindebezirk (sämtlich Evangelische) und 202 im Gutsbezirk (sämtlich Evangelische)            |
| 1885 | 412       | am 1. Dezember, davon 148 im Gemeindebezirk (sämtlich Evangelische) und 264 im Gutsbezirk (sämtlich Evangelische)            |
| 1890 | 412       | am 1. Dezember, davon 165 im Gemeindebezirk und 247 im Gutsbezirk                                                            |
| 1910 | 505       | davon 207 in der Landgemeinde und 298 im Gutsbezirk                                                                          |
| 1925 | 585       | sämtlich Evangelische |
| 1933 | 525       | [ 17 ] |
| 1939 | 515       | [ 17 ] |

## Kirche

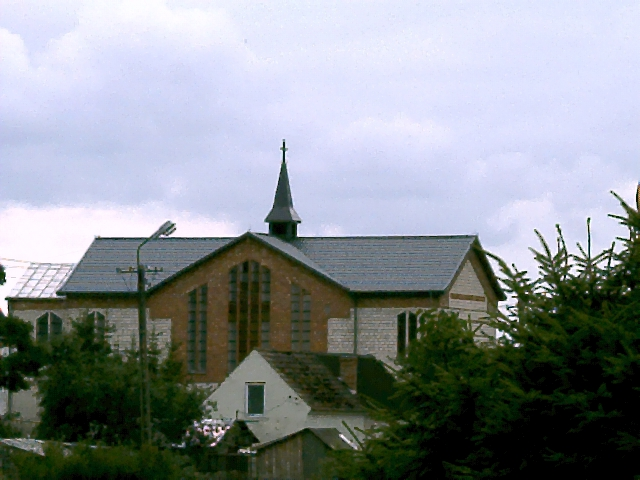
Dorfkapelle, bis 1945 Gotteshaus der evangelischen Gemeinde Zitzewitz, im Jahr 1992 baulich verändert

Die Bewohner von Zitzewitz waren vor 1945 alle evangelisch. Das Dorf gehörte zum Kirchspiel Symbow, Kreis Schlawe, in das auch die Nachbarorte Birkow, Gatz, Reblin  und Reddentin eingepfarrt waren. Es lag im Kirchenkreis Stolp-Stadt in der Kirchenprovinz Pommern der Kirche der Altpreußischen Union. Das Kirchenpatronat für Zitzewitz oblag der Rittergutsfamilie. Letzter deutscher Geistlicher war Pfarrer Oskar Klopsch. 
Das katholische Kirchspiel war in Stolp. 

### Polnisches Kirchspiel seit 1945
Die seit 1945 und Vertreibung der einheimischen Dorfbewohner anwesende polnische Einwohnerschaft ist überwiegend katholisch. Am 1. Juni 1951 wurde die Parafia św. Jana Bosko (Pfarrei des Hl. Johannes Bosco) im Ort errichtet, die  zum Dekanat Słupsk Zachód (Stolp-West) im Bistum Köslin-Kolberg der Katholischen Kirche in Polen gehört. Die Pfarrei, zu der noch die Filialkirchen Pałowo (Alt Paalow) und Zębowo (Symbow) gehören, zählt  2300 Gemeindeglieder.
Im Jahre 1992 konnte  die Pfarrkirche Św. Jana Bosko fertiggestellt und geweiht werden.
Evangelische polnische Kirchenglieder werden vom Pfarramt der Kirche Św. Krzyża (Heilig-Kreuz-Kirche) in Stolp in der Diözese Pommern-Großpolen der Evangelisch-Augsburgischen Kirche in Polen betreut.

## Schule
Eine Schule gab es in Zitzewitz bereits 1798. 1818/19 wurde ein neues Schulgebäude erstellt. Im Baujahr zählte die Schule 16 Kinder, deren Zahl allerdings bis 1867 auf 67 stieg. 1860/61 wurde ein Neubau errichtet, der mitten im Dorf lag. 1932 war die Schule einstufig und hatte drei Klassen, zwei Lehrer und 79 Schulkinder.
Schulleiter waren zuletzt:
- Eduard Selke, 1904–1928
- Richard Neubüser, 1928–1930
- Otto Bansemer, 1930–1945

Für Kinder von in Sycewice nach 1945 zurückgebliebener deutscher Familien – unter ihnen auch viele Flüchtlinge aus anderen Orten – wurde nach 1952 wieder Unterricht in der deutschen Sprache erteilt.

## Verkehr
Das Dorf liegt an der Landesstraße 6 (ehemalige deutsche Reichsstraße 2, heute auch Europastraße 28) Danzig – Stettin zwischen den Städten Stolp (12 Kilometer) und Sławno (Schlawe, 13 Kilometer). 
Der Ort ist Bahnstation an der Staatsbahnlinie Nr. 202 Danzig–Stargard (Pommern).

## Persönlichkeiten: Söhne und Töchter des Ortes
- Wilhelm von Zitzewitz (1838–1925), deutscher Gutsbesitzer und Politiker, bewirtschaftete ab 1862 Zitzewitz